# Huligal
Huligal (o Hulical) è una suddivisione dell'India, classificata come town panchayat, di 17.048 abitanti, situata nel distretto dei Nilgiri, nello stato federato del Tamil Nadu. In base al numero di abitanti la città rientra nella classe IV (da 10.000 a 19.999 persone).

## Geografia fisica
La città è situata a 11° 19' 08 N e 76° 47' 25 E.

## Società

### Evoluzione demografica
Al censimento del 2001 la popolazione di Huligal assommava a 17.048 persone, delle quali 8.463 maschi e 8.585 femmine. I bambini di età inferiore o uguale ai sei anni assommavano a 1.691, dei quali 861 maschi e 830 femmine. Infine, coloro che erano in grado di saper almeno leggere e scrivere erano 12.666, dei quali 6.986 maschi e 5.680 femmine.